# Tudor Tătaru
Tudor Tătaru (n. 1 aprilie 1957, Pojăreni, Ialoveni, RSS Moldovenească, URSS, azi în Republica Moldova – d. 27 martie 2013, Chișinău) a fost un regizor și umorist moldovean.

## Biografie
A absolvit Facultatea de Regie de Teatru a Institutului de Arte din Chișinău, în 1986, apoi a urmat cursurile superioare de regie la Moscova (1987-1989). Reîntors în țară, a lucrat ca regizor la studioul Moldova-film (1989-1992). A înființat în 1992 studioul independent de filme folclorice și de comedie „Buciumul”, care a fost trecut în 1996 sub patronajul municipiului Chișinău.
A regizat în 1996 filmul Dănilă Prepeleac, realizat ca o coproducție moldo-română. Ulterior a înființat Festivalul de umor „Dănilă Prepeleac”, a relansat revista satirică Usturici și a fost președintele Uniunii Umoriștilor din Moldova. A colaborat ca instrumentist la formația etno-folclorică „Tălăncuța”.
A candidat ca independent la alegerile parlamentare din 2005, fără a fi ales. A militat pentru Unirea Republicii Moldova cu România și a participat constant până în 2005 la protestele conduse de Iurie Roșca. În anul 2006 a fost decorat de președintele Vladimir Voronin cu Ordinul „Gloria Muncii”.
A murit în urma unui atac de cord la studioul „Buciumul” și a fost înmormântat în Cimitirul Central din Chișinău.

## Filmografie

### Regizor
- Moș Ion în Cosmos (1992)
- Polobocul (1993)
- Dănilă Prepeleac (1996)

### Scenarist
- Dănilă Prepeleac (1996) - în colaborare cu Vlad Olărescu